# Sande (Lamego)
Pour les articles homonymes, voir Sande.
Sande est une paroisse civile portugaise (en portugais : freguesia) de la municipalité de Lamego dans le district de Viseu.

## Géographie
Le Rio Varosa (pt), affluent du Douro, marque la limite orientale de la paroisse.

## Démographie
Lors du recensement de 2021, Sande compte 811 habitants.